# 李王杓
李 王杓（イ・ワンピョ 이왕표、1954年6月11日 ‐ 2018年9月4日）は、韓国のプロレスラー。大木金太郎の元に弟子入りし、大木引退後の韓国プロレス界を支えた。

## 来歴
テコンドーのチャンピオンとして鳴らし、1975年に金一道場に弟子入りした。全日本プロレスに留学生として参加した後、1983年にはジャガー・リーのリングネームで新日本プロレスに参戦。1992年の7月オリエンタルプロレスの旗揚げに他の韓国人選手らと参戦。ベースボールマガジン社主催の東京ドーム大会「夢の懸け橋」の大木の引退式にマネージャーとして参加した。東京プロレスにキム・ドクとの韓国コンビで参戦したのを最後に来日はせず、社長兼レスラーとして試合を度々行った。2008年には、ボブ・サップと異種格闘技戦を行う。2015年に引退。2018年9月4日、胆嚢癌により64歳で逝去した。

## タイトル歴
- WWA世界ヘビー級王座 : 3回[6]
- GWF世界ヘビー級王座 : 1回[7]
- NWAオリエンタル・ヘビー級王座 : 1回[8]
- NWAオリエンタル・タッグ王座 : 2回（w / 金光植、金道有)[9]
- 極東ヘビー級王座 : 1回[10]
- アジアヘビー級王座[注 1][11]。

## 得意技
- 後ろ回し蹴り（テコンドー仕込みで試合で多用）
- トペ・スイシーダ（トップロープ越え式）